# Strange Wilderness
Strange Wilderness ist eine von Happy Madison Productions produzierte Komödie aus dem Jahr 2008. Regisseur ist Fred Wolf, der auch am Drehbuch mitschrieb. Die Hauptdarsteller sind Steve Zahn, Justin Long, Jonah Hill, Allen Covert und Kevin Heffernan.

## Handlung
Tierfreund Peter Gaulke würde es gerne seinem Vater nachtun und ebenfalls ein berühmter Dokumentarfilmer werden. Leider ist sein eigenes Format Strange Wilderness aufgrund der dilettantischen Machart extrem erfolglos. Nachdem die Sendung zuvor schon ins Nachtprogramm verbannt wurde, steht das endgültige Aus nun kurz bevor. Gaulke und sein Team versuchen dies verzweifelt zu verhindern. Ihr Plan ist es, den legendären Big Foot zu finden und vor die Kamera zu bringen. Natürlich geht dabei so ziemlich alles schief, was nur schiefgehen kann.

## Kritik
Die gewollt trashige Komödie erhielt allgemein sehr schlechte Kritiken. Auf Rotten Tomatoes fielen lediglich 2 % von 46 gezählten Rezensionen positiv aus, Metacritic errechnete auf der Basis von zwölf Kritiken einen Score von 12, was Strange Wilderness zu einem der 100 am schlechtesten bewerteten Filme macht.
Richard Propes von The Independent Critic schrieb: „Es ist unmöglich zu leugnen, dass ‚Strange Wilderness‘ sich wie ein Film anfühlt, der viel lustiger und viel unterhaltsamer hätte sein können als er wirklich ist. […] So viel komisches Talent, so wenige Lacher. ‚Strange Wilderness‘ ist merkwürdigerweise enttäuschend.“ („it’s impossible to deny that „Strange Wilderness“ feels like a film that could have been much funnier and much more entertaining than it really is. […] So much comic talent, so few laughs. „Strange Wilderness“ is strangely disappointing.“)

„Einzig bei den Tierfilmeinlagen blitzt das parodistische Potenzial dieser von Adam Sandlers Happy Madison produzierten Komödie auf. Ansonsten überwiegen lahme Kiffer- und Kotzwitze und ein pubertärer Unterleibshumor, der seine zweifelhaften Gags noch dazu aufs Unangenehmste ausdehnt. Fazit: Einfach nur tierisch dämlich und doof.“

„Völlig überdrehte Kiffer-Komödie mit einigen treffsicheren Seitenhieben, die in erster Linie aber nur eine Nummernrevue ihres Hauptdarstellers ist, der die an sich reizvolle Handlung mit unnötigen Zoten versieht.“